# Sudest
Sudest (of Tagula,tegenwoordig Vanatinai) is een vulkanisch eiland in de eilandengroep de Louisiaden ten zuidoosten van Papoea-Nieuw-Guinea (provincie Milne Bay). Het eiland is 772 km² groot en het hoogste punt is 806 meter.
De volgende zoogdieren komen er voor:
- Polynesische rat (Rattus exulans) (geïntroduceerd)
- Phalanger intercastellanus
- Petaurus breviceps
- Melomys lutillus
- Dobsonia pannietensis
- Nyctimene major
- Pteropus conspicillatus
- Pteropus hypomelanus
- Syconycteris australis
- Kerivoula agnella
- Miniopterus australis
- Miniopterus schreibersii
- Myotis adversus
- Pipistrellus angulatus